# يوكي كوابا
يوكي كوابا (باليابانية: 川邊 裕紀) (2 أبريل 1987 في سيتاغايا في اليابان – )؛ هو لاعب كرة قدم ياباني سابق كان يلعب كمدافع.

## وصلات خارجية
- يوكي كوابا على موقع رابطة كرة القدم اليابانية للمحترفين (اليابانية)
- يوكي كوابا على موقع قاعدة بيانات كرة القدم.إي يو (الإنجليزية)
- يوكي كوابا على موقع Soccerway.com (الإنجليزية)